# António Acevedo Hernández
António Acevedo Hernández (Angol, 1886 — 1962) foi um novelista e dramaturgo chileno. Escreveu obras como: Almas Perdidas e Árbol Viejo.